# Tuberculatus pilosus
Tuberculatus pilosus är en insektsart som först beskrevs av Takahashi, R. 1929.  Tuberculatus pilosus ingår i släktet Tuberculatus och familjen långrörsbladlöss. Inga underarter finns listade i Catalogue of Life.